# Bacino del Canada

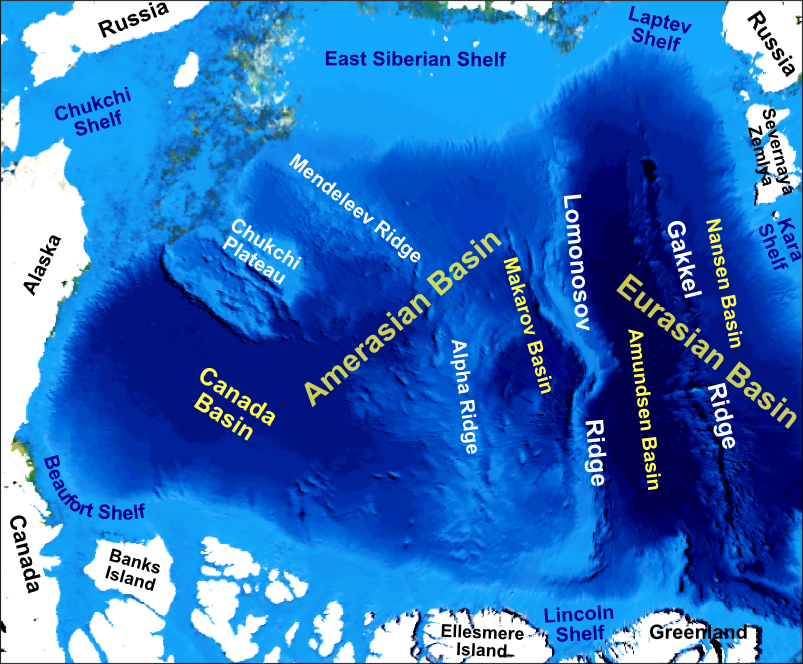
Profilo batimetrico del Mar Glaciale Artico

Il bacino del Canada è un profondo Bacino oceanico situato nel Mar Glaciale Artico, compreso tra la dorsale Northwind e le Isole Regina Elisabetta.
Fa parte del bacino amerasiatico. Il bacino del Canada si collega poi all'oceano Pacifico attraverso lo stretto di Bering.